# Human (OneRepublic)
| Recensione | Giudizio |
| ---------- | -------- |
| AllMusic   |          |

Human è il quinto album in studio del gruppo musicale statunitense OneRepublic, pubblicato il 27 agosto 2021 dalla Mosley Music Group e Interscope Records.

## Promozione
Il 17 maggio 2019 è stato pubblicato il primo estratto Rescue Me, ottenendo successo nelle principali classifiche internazionali. Il 6 settembre dello stesso anno è uscito il secondo singolo Wanted, seguito sei giorni più tardi da Somebody to Love.
Il 13 marzo 2020 gli OneRepublic hanno presentato il quarto singolo Didn't I, annunciando anche la pubblicazione dell'album all'8 maggio successivo. L'uscita del disco tuttavia ha subito un rinvio all'agosto dell'anno seguente a causa della pandemia di COVID-19. Il 25 dello stesso mese è uscito il singolo Better Days, per il quale è stata realizzata anche una versione alternativa insieme al gruppo italiano Negramaro.
Il 5 maggio 2021 pubblicano il singolo Run. Someday è uscito come settimo e ultimo singolo il 17 settembre 2021, in seguito alla sua pubblicazione radiofonica italiana.

## Accoglienza
Neil Z. Yeung di AllMusic scrive nella recensione che «nel complesso, non è una sorpresa che non ci siano molte sorprese in Human, solo solide, inoffensive pepite pop che alleviano l'anima e offrono conforto senza sfidare gli ascoltatori con più di quello che la vita reale getta loro addosso ogni giorno» affermando che le canzoni sono comunque «emotive e avvincenti», sebbene non trovi coerenza nel presentare brani usciti due anni prima dell'album.

## Tracce
1. Run – 2:48 (Ryan Tedder, Brent Kutzle, Tyler Spry, John Nathaniel)
2. Distance – 3:00 (Ryan Tedder, Jason Evigan, Mathieu Jomphe-Lépine, Casey Smith)
3. Someday – 3:07 (Ryan Tedder, Brent Kutzle, Tyler Spry, Steven Mudd, Josh Varnadore)
4. Didn't I – 3:27 (Ryan Tedder, Brent Kutzle, Zach Skelton, James Abrahart, Kygo)
5. Rescue Me – 2:39 (Ryan Tedder, Brent Kutzle)
6. Savior – 3:01 (Ryan Tedder, Zach Skelton, Brent Kutzle)
7. Take Care of You – 3:48 (Ryan Tedder, Brent Kutzle, Eddie Fisher, John Nathaniel)
8. Forgot About You – 2:53 (Ryan Tedder, Louis Bell, Andrew Watt, Ali Tamposi, Nick Mira)
9. Somebody to Love – 3:01 (Ryan Tedder, Brent Kutzle, JT Roach, Andrew Wells, Jintae Ko, Ester Dean, Shane McAnally, Andrew DeRoberts, Kevin Fisher)
10. Wanted – 2:16 (Ryan Tedder, Brent Kutzle, Casey Smith, Zach Skelton, Tyler Spry)
11. Take It Out on Me – 2:27 (Ryan Tedder, Julia Michaels, Michael Tucker)
12. Better Days – 2:24 (Ryan Tedder, Brent Kutzle, John Nathaniel)
13. Lose Somebody (with Kygo) – 3:19 (Ryan Tedder, Kyrre Gørvell-Dahll, Alex Delicata, Morten Ristorp, Alysa Vanderheym, Jake Torrey, Philip Plested) – edizioni CD e MC

Tracce bonus nell'edizione deluxe
1. Wild Life – 4:27
2. Ships + Tides – 4:56
3. Someday (Acoustic) – 3:05 (Ryan Tedder, Brent Kutzle, Tyler Spry, Steven Mudd, Josh Varnadore)
4. Lose Somebody (with Kygo) – 3:19 (Ryan Tedder, Kyrre Gørvell-Dahll, Alex Delicata, Morten Ristorp, Alysa Vanderheym, Jake Torrey, Philip Plested)

Tracce bonus nell'edizione di Target
1. Wild Life – 4:27
2. Ships – 3:11
3. Tides – 1:43
4. Run (Acoustic) – 2:48 (Ryan Tedder, Brent Kutzle, Tyler Spry, John Nathaniel)
5. Someday (Acoustic) – 3:05 (Ryan Tedder, Brent Kutzle, Tyler Spry, Steven Mudd, Josh Varnadore)
6. Lose Somebody (with Kygo) – 3:19 (Ryan Tedder, Kyrre Gørvell-Dahll, Alex Delicata, Morten Ristorp, Alysa Vanderheym, Jake Torrey, Philip Plested)

Tracce bonus nelle edizioni deluxe italiana e giapponese
1. Wild Life – 4:27
2. Ships – 3:11
3. Tides – 1:43
4. Run (Acoustic) – 2:48 (Ryan Tedder, Brent Kutzle, Tyler Spry, John Nathaniel)
5. Someday (Acoustic) – 3:05 (Ryan Tedder, Brent Kutzle, Tyler Spry, Steven Mudd, Josh Varnadore)
6. Better Days - Giorni migliori (with Negramaro) – 2:24 (Ryan Tedder, Brent Kutzle, John Nathaniel)
7. Lose Somebody (with Kygo) – 3:19 (Ryan Tedder, Kyrre Gørvell-Dahll, Alex Delicata, Morten Ristorp, Alysa Vanderheym, Jake Torrey, Philip Plested)

## Formazione
Gruppo
- Ryan Tedder – voce, strumentazione, programmazione (tracce 2, 3, 5, 6, 9 e 10)
- Brent Kutzle – strumentazione, programmazione (eccetto traccia 8), violoncello e arrangiamento strumenti ad arco (traccia 10), programmazione aggiuntiva (traccia 13)
- Zach Filkins – strumentazione
- Eddie Fisher – strumentazione
- Drew Brown – strumentazione
- Brian Willet – strumentazione

Altri musicisti
- John Nathaniel – programmazione (tracce 1-5, 7 e 12), cori aggiuntivi (tracce 1, 3, 4, 6, 7, 9 e 12), tastiera aggiuntiva (traccia 7), arrangiamento aggiuntivo (traccia 10)
- Tyler Spry – programmazione (tracce 1-6, 10), chitarra aggiuntiva (eccetto tracce 7 e 8), chitarra e programmazione aggiuntiva (traccia 13)
- Jason Evigan – programmazione (traccia 2), chitarra aggiuntiva (traccia 2), cori aggiuntivi (traccia 2)
- Billboard – programmazione (traccia 2)
- Steven Mudd – cori aggiuntivi (tracce 3 e 4), tastiera aggiuntiva (traccia 11), pianoforte aggiuntivo (traccia 12)
- Loren Ferard – chitarra aggiuntiva (tracce 3 e 11)
- Denny White – cori aggiuntivi (traccia 4)
- Emoni Wilkins – cori aggiuntivi (tracce 4, 6 e 12)
- Joey Richey – cori aggiuntivi (tracce 4, 6 e 12)
- David Davidson – violino (tracce 4 e 10), violino aggiuntivo (traccia 9)
- David Angell – violino (tracce 4 e 10)
- Elizabeth Lamb – viola (tracce 4 e 10)
- Paul Nelson – violoncello (tracce 4 e 10)
- Craig Nelson – contrabbasso (tracce 4 e 10)
- Brandon Michael Collins – arrangiamento strumenti ad arco (tracce 4 e 10), arrangiamento strumenti ad arco aggiuntivo (traccia 9)
- John Nathanie – cori aggiuntivi (traccia 5)
- Zach Skelton – programmazione (traccia 6)
- Louis Bell – programmazione (traccia 8)
- Andrew Watt – programmazione (traccia 8), chitarra aggiuntiva (traccia 8)
- Nick Mira – programmazione (traccia 8)
- Steve Wilmot – programmazione (traccia 9)
- Andrew DeRoberts – programmazione (traccia 9), chitarra aggiuntiva (traccia 9)
- Daniel Adams – violino (tracce 9 e 10)
- Alisa Xayalith – cori aggiuntivi (traccia 10)
- Brian Willett – programmazione (traccia 11)
- Grant Pittman – tastiera aggiuntiva (traccia 11)
- Morten Ristorp – pianoforte (traccia 13)
- Alex Delicata – chitarra (traccia 13)

Produzione
- Brent Kutzle – produzione esecutiva, produzione (eccetto tracce 2 e 8), produzione aggiuntiva (traccia 2)
- Ryan Tedder – produzione esecutiva, produzione (eccetto tracce 3 e 6), coproduzione (traccia 6)
- Tyler Spry – produzione (tracce 1, 3, 6 e 10), assistenza tecnica (eccetto tracce 2, 7 e 8), produzione aggiuntiva (tracce 2, 9 e 11), assistenza tecnica aggiuntiva (traccia 2), coproduzione (tracce 5 e 12)
- John Nathaniel – produzione (tracce 1, 7 e 12), produzione aggiuntiva (tracce 2, 3 e 9), missaggio (tracce 2-4, 6, 7, 9 e 12), produzione vocale (tracce 3 e 11), coproduzione e assistenza tecnica (traccia 4), produzione vocale aggiuntiva (tracce 10 e 13)
- Șerban Ghenea – missaggio (tracce 1, 5, 8, 10 e 13)
- John Hanes – assistenza al missaggio (tracce 1, 5, 8, 10 e 13)
- Rich Rich – assistenza tecnica (eccetto tracce 2, 8 e 12)
- OneRepublic – registrazione
- Chris Gehringer – mastering
- Jason Evigan – produzione (traccia 2)
- Billboard – produzione (traccia 2)
- Come2Brazil – assistenza tecnica (traccia 2)
- Lionel Crasta – assistenza tecnica (traccia 2)
- Gian Stone – assistenza tecnica (traccia 2)
- Matt Wolach – assistenza al missaggio (traccia 3)
- Adel Al Kassam – assistenza tecnica (traccia 4)
- Carter Jahn – assistenza tecnica aggiuntiva (tracce 4, 6, 9 e 10), assistenza tecnica (traccia 5)
- Spencer Bleasdale – assistenza tecnica aggiuntiva (traccia 4), assistenza tecnica (tracce 5 e 10)
- Matt Beckley – produzione vocale aggiuntiva (traccia 5)
- Eric Gorman – assistenza tecnica (tracce 5 e 10)
- David Saenz – assistenza tecnica (traccia 5)
- Zach Skelton – coproduzione (traccia 6), produzione vocale aggiuntiva (traccia 10)
- Andrew Watt – produzione (traccia 8)
- Louis Bell – produzione (traccia 8)
- Nick Mira – produzione (traccia 8)
- Paul LaMalfa – assistenza tecnica (traccia 8)
- Shane McAnally – produzione (traccia 9)
- Andrew DeRoberts – produzione (traccia 9)
- Joe Zook – missaggio (tracce 9 e 11)
- Doug Sarrett – assistenza tecnica (traccia 9)
- Steve Wilmot – produzione aggiuntiva (traccia 9)
- Brian Willett – produzione aggiuntiva (traccia 11)
- BloodPop – produzione aggiuntiva (traccia 11)
- Ross Newbauer – assistenza al missaggio (traccia 11)
- Kygo – produzione (traccia 13)
- Rissi – coproduzione (traccia 13)
- Alex Delicata – coproduzione (traccia 13)
- Alysa Vanderheym – coproduzione (traccia 13)

## Classifiche
| Classifica (2021) | Posizione massima |
| ----------------- | ----------------- |
| Australia         | 10                |
| Austria           | 7                 |
| Belgio (Fiandre)  | 14                |
| Belgio (Vallonia) | 19                |
| Canada            | 12                |
| Finlandia         | 45                |
| Francia           | 39                |
| Germania          | 8                 |
| Irlanda           | 83                |
| Italia            | 15                |
| Lituania          | 16                |
| Norvegia          | 15                |
| Nuova Zelanda     | 14                |
| Paesi Bassi       | 20                |
| Polonia           | 31                |
| Portogallo        | 17                |
| Regno Unito       | 30                |
| Repubblica Ceca   | 34                |
| Slovacchia        | 21                |
| Spagna            | 24                |
| Stati Uniti       | 11                |
| Svezia            | 54                |
| Svizzera          | 3                 |
| Ungheria          | 35                |